# Live Acoustic (EP Avril Lavigne)
Live Acoustic je EP kanadske pjevačice Avril Lavigne, koji je izašao 1. srpnja 2009. godine u izdanju Ariste. Na EP-u se nalaze akustične izvedbe nekih njenih pjesma s njenog drugog studijskog albuma i hit singl Sk8er Boi. 
EP je samo u SAD-u službeno pušten u prodaju.

## Popis pjesama[1]
| Br. | Skladba                             | Trajanje |
| --- | ----------------------------------- | -------- |
| 1.  | »He Wasn't« (akustična verzija)     | 3:16     |
| 2.  | »Sk8er Boi« (akustična verzija)     | 3:56     |
| 3.  | »Don't Tell Me« (akustična verzija) | 3:37     |
| 4.  | »Take Me Away« (akustična verzija)  | 2:55     |
| 5.  | »Nobody's Home« (akustična verzija) | 3:42     |

## Impresum
- Glavni vokal: Avril Lavigne
- Gitara: Avril Lavigne i Evan Taubenfeld
- Prateći vokal: Evan Taubenfeld
- Snimao i miksao: Jim Yakabuski